# Thevenetimyia phalantha
Thevenetimyia phalantha är en tvåvingeart som beskrevs av Hall 1969. Thevenetimyia phalantha ingår i släktet Thevenetimyia och familjen svävflugor. Inga underarter finns listade i Catalogue of Life.